# Драконово дерево
У названия «Драконово дерево» существуют и другие значения, см. Драконово дерево (значения).
Драко́ново де́рево, или Драце́на драко́новая, также Драконово дерево Тенерифа, Драцена канарская, Канарское драконово дерево (лат. Dracaena draco), — древесное растение, вид рода Драцена (Dracaena) семейства Спаржевые (Asparagaceae), типовой вид этого рода.
Произрастает в тропиках и субтропиках Африки. С древних времён используется как источник «драконовой крови». Культивируется как декоративное растение, в том числе как комнатное, относится к так называемым «зеленолистным» видам драцены.. Вид был впервые описан Карлом Линнеем; изначально он поместил его в род Спаржа (Asparagus), а через несколько лет включил в род Драцена (Dracaena).
В соответствии с законом Канарских островов № 7 от 30 апреля 1991 года Dracaena draco является официальным растительным символом острова Тенерифе.

## Название
Ещё одно русское название, использовавшееся по отношению к этому виду в начале XX века, — «драконник».
Помимо вида Dracaena draco, драконовым деревом называют и некоторые другие виды этого рода, выделяющие смолу кроваво-красного цвета, — Dracaena cinnabari и Dracaena ombet.

## Распространение, экология
Естественный ареал вида охватывает часть Макаронезии (Канарские острова, Мадейра) и Марокко. Растения в природе встречаются большей частью на каменистых утёсах вулканического происхождения на высоте не более 500 метров над уровнем моря, обычно в труднодоступных местах, при этом популяции обычно небольшие и рассеянные. Плодоносит драконово дерево достаточно обильно, однако его естественное возобновление является очень слабым — и по причине того, что прорастает мало семян, и из-за домашних животных, которые поедают появившиеся молодые растения, и из-за сборщиков, которые растения выкапывают.
На Канарских островах встречается на Гомере, Гран-Канарии, Пальме и Тенерифе; драконово дерево распространено здесь на высоте от 100 до 400 м над уровнем моря; в долинах растение нередко культивируют. На острове Мадейра, по данным на начало 1980-х годов, растение является редким, небольшие деревья можно найти лишь на побережье на труднодоступных скалах; ранее встречалось также на острове Порту-Санту, входящим в архипелаг Мадейра.
Как натурализовавшееся растение драконово дерево встречается в Кабо-Верде (острова Брава, Сан-Висенте, Сан-Николау, Санту-Антан, Фогу). Здесь популяция растения весьма низка, отдельные экземпляры сохранились лишь на склонах гор среди ксерофитной растительности, при этом по своим размерам взрослые растения существенно уступают таковым на Канарских островах: так, столетние растения имеют высоту всего около 5 м. В середине XX века основной причиной уменьшения численности драконова дерева в Кабо-Верде была вырубка молодых деревьев, в результате которой растение исчезло полностью на некоторых островах архипелага (в частности, есть предположение, что оно исчезло на острове Сантьягу).
Имеющиеся в некоторых источниках сведения о произрастании этого вида драцены в Сомали и Эфиопии проектом GRIN, однако, не подтверждаются.

## Биологическое описание
Медленнорастущие древовидные растения высотой до 20 м. Ствол крепкий, серебристо-серого цвета, достигает в основании 4,5 м в диаметре; обладает вторичным ростом в толщину, при этом рост происходит не за счёт деятельности камбия (как у голосеменных и двудольных), а в результате деятельности меристематических клеток, которые находятся на периферии ствола. Простой ствол со временем начинает разветвляться. Растения не образуются годичных колец, поэтому определить возраст иногда невозможно. С возрастом у драконовых деревьев начинают образовываться воздушные корни. При надрезе коры из ствола начинает выделяться клейкий сок (так называемая «драконова кровь»), который на воздухе краснеет.

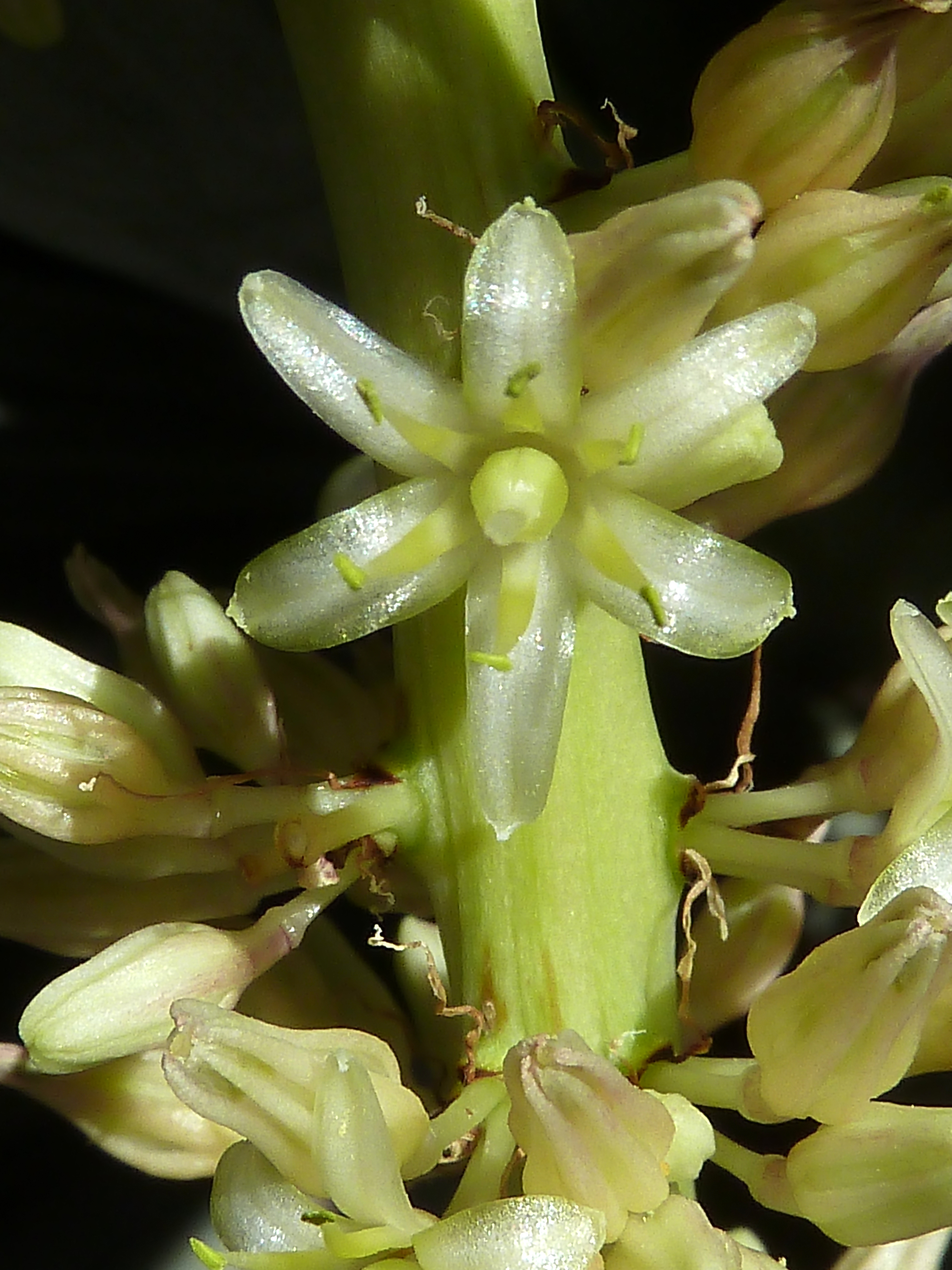
Цветок драконова дерева крупным планом

Крона зонтиковидная. Листья жёсткие, кожистые, линейно-мечевидные, сизого (серовато-зелёного) цвета, длиной от 45 до 60 см, собраны в плотные пучки на концах ветвей (так называемые «верхушечные розетки»). Ширина листьев составляет от 2 до 4 см в середине пластинки, они несколько сужены к основанию и заострены к верхушке, имеют выделяющиеся жилки.
Цветки мелкие, малозаметные, обоеполые, актиноморфные, в пучках по 2—4. Околоцветник простой, венчиковидный, состоит из шести несросшихся листочков. Растения обычно начинают цвести в возрасте от 8 до 11 лет, но у некоторых деревьев первое цветение наблюдается гораздо позже — в 25—30 лет. Ко времени первого цветения стволы растений достигают нескольких метров в высоту и становятся голыми, при этом на них заметны рубцы от опавших черешков. После первого цветения у Dracaena draco изменяется характер роста ствола: он начинает довольно быстро (на 2—3 см в год) увеличиваться в диаметре, при этом рубцы от черешков исчезают; кроме того, в верхней части ствола начинается ветвление. Растение цветёт не каждый год, а один раз примерно в 14—17 лет. Цветение происходит летом.

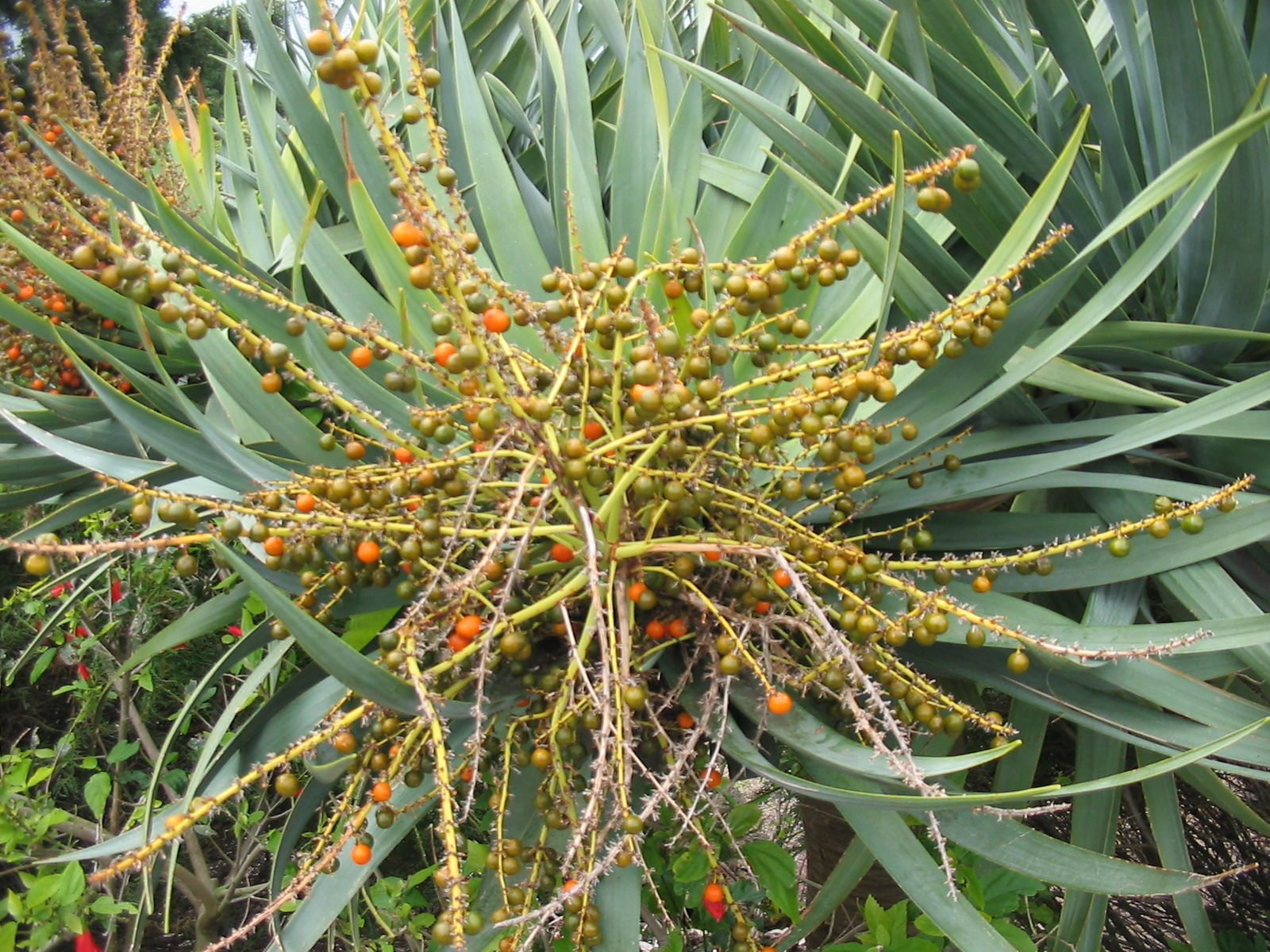
Плоды драконова дерева

Плод — ягода оранжевого цвета. Плоды съедобны, по вкусу похожи на черешню (Prunus avium).
Раньше считалось, что продолжительность жизни некоторых растений этого вида достигает 5—6 тысяч лет; согласно современным представлениям, оценка возраста старых драконовых деревьев была сильно завышена.

## Использование
Драконово дерево с древних времён является источником так называемой «драконовой крови» («крови дракона») — смолистого сока ярко-красного цвета, который выделяется у растений при надрезе коры (также у срубленных деревьев). Драконову кровь традиционно получают методом подсочки. Она не имеет ни запаха, ни вкуса, растворима в уксусной кислоте и других органических растворителях. Температура её плавления составляет 70 °C, при 210 °C она начинает разлагаться. Используется в народной медицине и для подкраски вин, а также для изготовления лака для металлических поверхностей. Содержит пигменты дракокармин и дракорубин.
В доисторических погребальных пещерах на Канарских островах была обнаружена драконова кровь; гуанчи — коренное население островов — использовали её, предположительно, для бальзамирования, а также, возможно, применяли в магических обрядах.
Волокна листьев используют для плетения корзин и других изделий.

## Культивирование

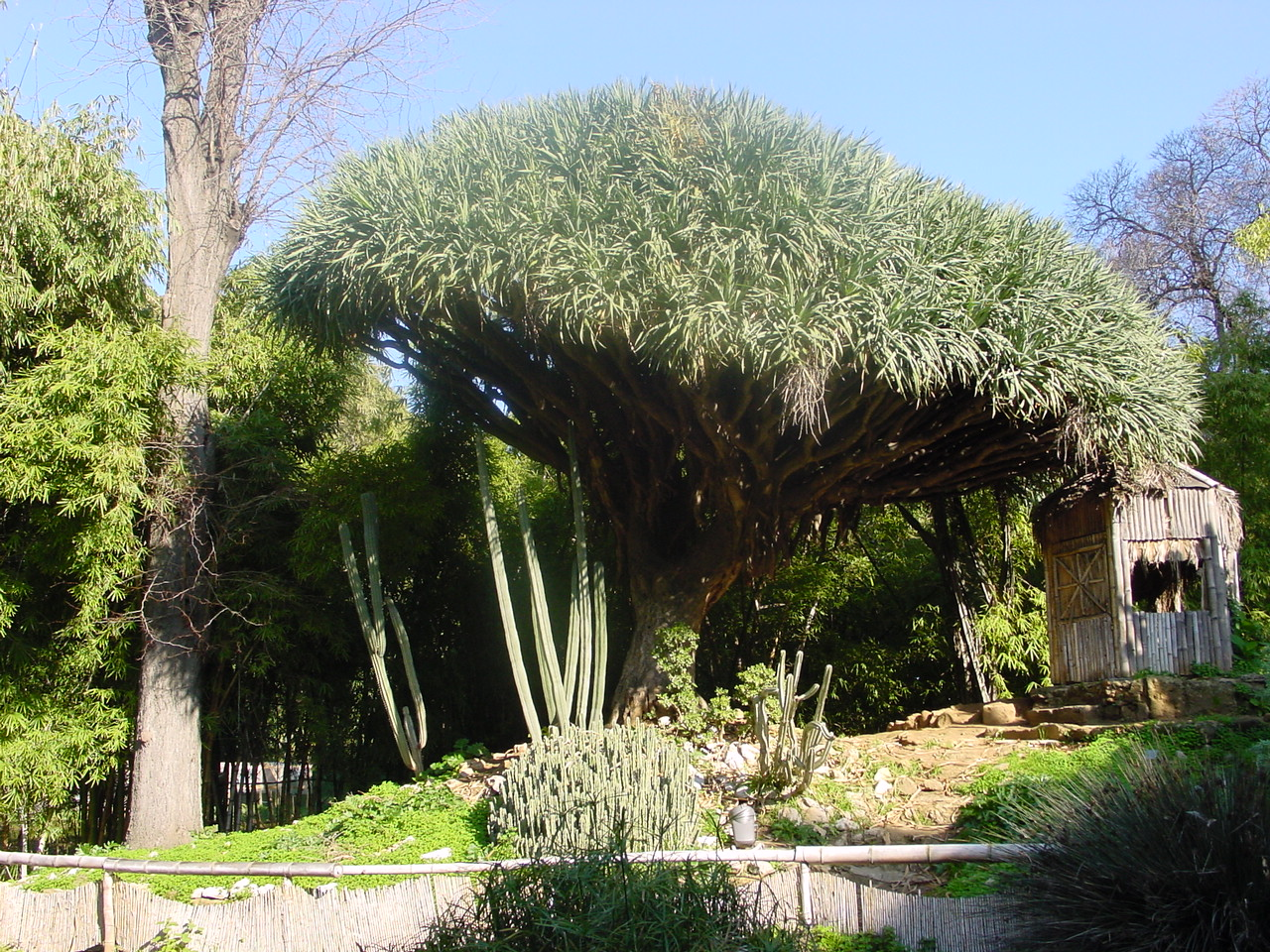
Драконово дерево в Ботаническом саду Палермо

Dracaena draco культивируется как декоративное растение в открытом грунте (в первую очередь на Канарских островах и в Кабо-Верде)), а также как комнатное растение. В культуре легко размножается как семенами, так и вегетативно — верхушечными черенками. Является весьма выносливым растением, однако культивируется не слишком часто по причине недостаточной декоративности.
В отличие от большинства других зеленолистных культивируемых видов драцены, которые можно содержать только в тёплых оранжереях, этот вид можно содержать как в тёплых оранжереях, так и в холодных. В открытом грунте культивирование возможно только в районах, относящимся к зонам морозостойкости 10 или 11 (то есть минимальная температура, которую могут выдержать растения, составляет минус 1 °C).

## Известные деревья
Один из наиболее известных экземпляров канарского драконова дерева рос на северо-западе острова Тенерифе около Икод-де-лос-Винос. Его ствол имел конусообразную форму и был внутри пустым. В XV веке внутри него располагался алтарь. Дерево погибло от урагана в 1868 году, к этому моменту его высота составляла около 23 м, а окружность ствола — 15 м (что соответствует диаметру около 4,8 м). Путешественник Александр фон Гумбольдт видел это дерево в 1799 году, его высота в тот момент составляла около 19 м, а диаметр — около 4 м; Гумбольдт оценивал возраст этого дерева в шесть тысяч лет, однако, согласно современным представлениям, этому растению, скорее всего, было не более шестисот лет. Бекетов в «Энциклопедическом словаре Брокгауза и Ефрона» писал про это дерево (которое он называл «оротавским драконником»), что оно цвело и плодоносило до самой своей гибели.
В конце XX века наиболее крупным растением этого вида было дерево, росшее около города Ла-Оротава, его высота составляла 21 м, окружность ствола — около 8 м.

## Таксономия и классификация
Первое действительное описание этого вида растений было опубликовано в сентябре 1762 года в первом томе второго издания работы Карла Линнея Species plantarum. Линней поместил этот вид в род Asparagus, при этом в описании после родового названия он поставил вопросительный знак. В качестве «тривиального названия» (видового эпитета) Линнеем было выбрано слово draco, которое приведено в тексте в составе названия Draco arbor (с лат. — «Драконово дерево»), использовавшегося по отношению к этому растению Карлом Клузиусом в работе Rariorum plantarum historia (1601) и Каспаром Баугином в работе Pinax Theatri Botanici (1671). В соответствии с половой системой классификации, использовавшейся Линнеем в Species plantarum, вид был отнесён к классу VI (Hexandria, «Шеститычинковые»), порядку Monogynia («Однопестичные»).
В опубликованном в октябре 1767 года втором томе 12-го издания своей работы «Система природы» Линней реклассифицировал растение, поместив его в род Dracaena.
Драконово дерево — один из видов рода Драцена (Dracaena) (всего этот род включает более ста видов); находится в близком родстве с двумя другими видами этого рода, называемыми «драконовыми деревьями», — растущей на северо-востоке Африки и Аравийском полуострове драценой омбет (Dracaena ombet) и встречающейся на Сокотре драценой киноварно-красной (Dracaena cinnabari). По информации сайта Germplasm Resources Information Network (2018), род Драцена относится к подсемейству Нолиновые (Nolinoideae) семейства Спаржевые (Asparagaceae). Систематическое положение этого рода в течение многих лет было крайне неустойчивым: его рассматривали в составе семейств Агавовые (Agavaceae), Иглицевые (Ruscaceae), Ландышевые (Convallariaceae), Лилейные (Liliaceae) — либо выделяли в собственное семейство Драценовые (Dracaenaceae).

### Синонимы
По информации базы данных The Plant List (2013), в синонимику вида входят следующие названия:
- Asparagus draco L.basionym
- Dracaena boerhaavei Ten.
- Dracaena draco var. angustifolia Schult.
- Dracaena draco var. laxifolia Hayne
- Dracaena draco var. pendulifolia Hayne
- Dracaena draco var. strictifolia Hayne
- Dracaena resinifera Salisb.
- Dracaena yucciformis Vand.
- Draco arbor Garsault
- Draco clusii Crantz
- Draco draco (L.) Linding.
- Draco dragonalis Crantz
- Drakaina draco (L.) Raf.
- Oedera cranziana Berens
- Oedera dragonalis Crantz
- Palma draco (L.) Mill.
- Stoerkia cranziana Berens
- Stoerkia draco (L.) Crantz
- Yucca draco (L.) Carrière